# Grewia turbinata
Grewia turbinata är en malvaväxtart som beskrevs av Isaac Bayley Balfour. Grewia turbinata ingår i släktet Grewia och familjen malvaväxter. Inga underarter finns listade i Catalogue of Life.